# مالكوم بورنس
مالكوم بورنس (بالإنجليزية: Malcolm McRae Burns)‏ هو أكاديمي نيوزيلندي، ولد في 19 مارس 1910، وتوفي في 17 أكتوبر 1986.